# Liste der Naturdenkmale in Mücke (Hessen)
Die Liste der Naturdenkmale in Mücke (Hessen) nennt die im Gebiet der Gemeinde Mücke im Vogelsbergkreis in Hessen gelegenen Naturdenkmale.
| Bild | Bezeichnung                         | Ortsteil, Lage                            | Beschreibung                                                           | Art | Nr.      |
| ---- | ----------------------------------- | ----------------------------------------- | ---------------------------------------------------------------------- | --- | -------- |
| BW   | Linden an der Straße nach Atzenhain | Bernsfeld 50° 39′ 41,6″ N, 8° 59′ 12,5″ O | Ehemals 5 Linden, noch 3 Linden; Stockausschläge an weiteren Stümpfen. |     | 13.067.1 |

## Belege
1. ↑  
Naturdenkmale in Hessen. (pdf; 405 kB) Anlage zu Kleine Anfrage der Abg. Ursula Hammann (BÜNDNIS 90/DIE GRÜNEN) vom 15.04.2011 betreffend Biotopverbund Teil 2 und Antwort der Ministerin für Umwelt, Energie, Landwirtschaft und Verbraucherschutz. Hessischer Landtag, 22. Juni 2011, S. 103–108, abgerufen am 4. Februar 2016.
2. 1 2  
Naturdenkmäler im Vogelsbergkreis -Übersichtstabelle- Anlage 1 der Verordnung. (pdf; 30 kB) www.vogelsbergkreis.de, 1. Januar 2018, abgerufen am 7. Januar 2022.

- Karte mit allen Koordinaten:
- OSM |
- WikiMap